# Colinas del Valle
Colinas del Valle är en ort i Mexiko.   Den ligger i kommunen Puerto Vallarta och delstaten Jalisco, i den centrala delen av landet, 600 km väster om huvudstaden Mexico City. Colinas del Valle ligger 45 meter över havet och antalet invånare är 137.
Terrängen runt Colinas del Valle är platt åt nordväst, men åt sydost är den kuperad. Runt Colinas del Valle är det tätbefolkat, med 319 invånare per kvadratkilometer. Närmaste större samhälle är Puerto Vallarta, 17,2 km söder om Colinas del Valle. Omgivningarna runt Colinas del Valle är en mosaik av jordbruksmark och naturlig växtlighet.